# 浜田康敬
浜田 康敬（はまだ やすゆき、1938年7月25日 - ）は、日本の歌人。短歌結社には無所属。日常の閉塞感・倦怠感を、皮肉とユーモアを交えて詠み上げた作品は、塚本邦雄らに高く評価されている。

## 来歴
北海道釧路市にて、真言宗の僧侶の次男として生まれる。6歳で母と死別し、父は気落ちして郷里の高知県に帰り、48歳の若さで死去。兄とともに神奈川県の母の実家に引き取られた。姉の影響で作歌を始め、相模原市の印刷所の文選工として働きながら、「童牛」「相模野」などの結社に所属した。神奈川県立湘南高等学校定時制に通っていたとき、昼間部の教師が「心の花」会員であり、学校新聞の投稿作を見ていたその教師の勧めで、1961年度の角川短歌賞に応募。50首から成る『成人通知』で第7回角川短歌賞を受賞した。
角川短歌賞の賞金で旅行した際に気に入った宮崎県に定住するようになり、同地で運送関係の仕事に従事。1991年から10年間にわたって、赤帽宮崎県軽自動車運送協同組合の代表理事長を務めた。その傍ら、同人誌「研ぐ」「みき」などに参加。1974年11月、『望郷篇』により第一回現代歌人集会賞を受賞。宮崎日日新聞歌壇選者。

## 著作

### 歌集
- 『望郷篇』（1974年、反措定出版局）
- 現代歌人文庫22『浜田康敬歌集』（1979年、国文社）
- 『望郷篇以後』（1985年、雁書館）
- 『旅人われは』（1985年、雁書館）
- 『家族の肖像』（2002年、雁書館）
- 『百年後』 21世紀歌人シリーズ（2009年、角川書店）
- 『「濱」だ』（2020年、角川文化振興財団）